# Anne-Antoine-Jules de Clermont-Tonnerre
Anne-Antoine-Jules de Clermont-Tonnerre, francoski rimskokatoliški duhovnik, škof in kardinal, * 1. januar 1749, Pariz, † 21. februar 1830, Toulouse.

## Življenjepis
23. decembra 1781 je bil imenovan za škofa Chalons-sur-Marna, 25. februarja je bil potrjen in 14. aprila 1782 je prejel škofovsko posvečenje. S tega položaja je odstopil 15. decembra 1801.
1. julija 1820 je bil imenovan za nadškofa Toulousa in 28. avgusta istega leta je bil potrjen.
2. decembra 1822 je bil povzdignjen v kardinala in imenovan za kardinal-duhovnika SS. Trinità al Monte Pincio.